# Nootti - museum för finsk-ryska relationer
Nootti - museum för finsk-ryska relationer (finska: Idänsuhteiden museo Nootti) är ett historiskt museum i Tammerfors i Finland, vilket öppnade i februari 2025 i samma lokaler som det i november 2024 nedlagda Leninmuseet. Det har sitt namn efter Notkrisen i Finland, som utlöstes i oktober 1961. Museet tillägnas Finlands relationer med Sovjetunionen och Ryssland från och med den ryska revolutionen 1917 och fram till  nutid. År 2014 blev Leninmuseet en del av Arbetarmuseet Werstas (Työväenmuseo Werstas).

## Bakgrund
Det dåvarande Samfundet Finland-Sovjetunionen (senare Samfundet Finland-Ryssland) grundade 1946 Leninmuseet. Det inrymdes i Folkets hus i Tammerfors och hade i syfte att främja relationen mellan Finland och Sovjetunionen,  officiellt för att belysa den betydelse Lenin hade haft för Finlands självständighet.

## Öppnande av Nootti
Nootti-museet öppnade i februari 2025 i samma lokaler som det tidigare Leninmuseet i Tammerfors Folkets hus.
Museet berättar bland annat om det ryska imperiets sammanbrott 1917 och Finlands självständighet, efterföljande inbördeskrig i Ryssland och Finland, ödet för finländarna i Sovjetunionen under Stalin-tiden, samt handels- och kulturella förbindelser mellan länderna.
Texterna i utställningen är på finska och engelska.